# ジャン5世 (ブルターニュ公)

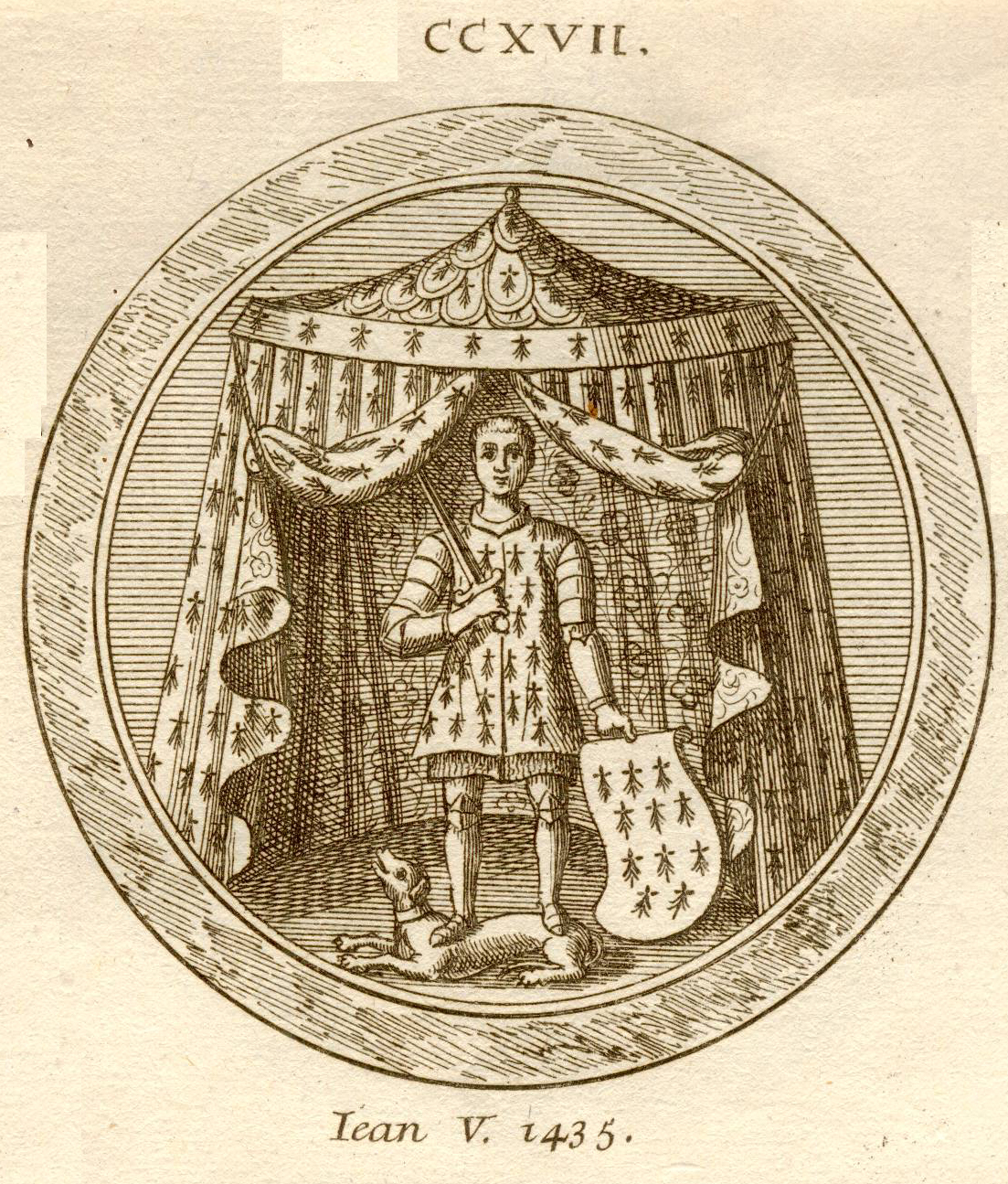
ジャン5世のシール

ジャン5世（Jean V de Bretagne, 1389年12月24日 - 1442年8月29日）は、ブルターニュ公及びモンフォール伯（在位：1399年 - 1442年）。ジャン4世とナバラ王カルロス2世の娘ジャンヌ・ド・ナヴァールの嫡男。賢明公（le Sage）。名高いリッシュモン元帥ことアルテュール3世とリシャール・デタンプの兄。百年戦争の一環であるブルターニュ継承戦争の最中に死去した祖父のジャン・ド・モンフォールを正式なブルターニュ公として数えるため、イングランドではジャン6世と数えるが、本項ではジャン5世で統一する。

## 生涯

### ブルターニュ相続
ヴァンヌのエルミーヌ城で誕生。1399年、10歳で父が死去するが、父はかつての政敵であるオリヴィエ・ド・クリッソンを子供達の後見に指名していた。クリッソンは後見役を忠実に果たし、フランス王シャルル6世の支持を得て、同年末には継承権を主張しようとしていたブルゴーニュ公フィリップ2世（豪胆公）や娘マルグリットの婿のパンティエーヴル伯ジャン1世などを抑え、ジャン5世を無事にブルターニュ公位につけた。そしてシャルル6世とイザボー・ド・バヴィエールの間に生まれたジャンヌ・ド・フランスと結婚させ、ブルゴーニュ公を共同の後見人とした。
同時期にイングランド王族ヘンリー・オブ・ボリングブルック（後のイングランド王ヘンリー4世）が従兄弟であるリチャード2世によって追放され、父によってナントに保護されている際に、母ジャンヌはボリングブルックに籠絡されたとされる。そのため、1399年に父が死去した後、母はイングランド王に即位したヘンリー4世と1403年に再婚してイングランドに渡った。クリッソンはシャルル6世と相談して、ジャン5世とその弟3人をイングランドに連れ去られないように手を打った。ジャン5世は兄弟と共に豪胆公に引き取られフランス宮廷で育った。
成長してからはフランスの内乱に巻き込まれ、オルレアン派（後のアルマニャック派）とブルゴーニュ派の政争ではオルレアン派に入り、1406年にブルゴーニュ派の首領で豪胆公の息子のブルゴーニュ公ジャン1世（無怖公）が娘イザベルをパンティエーヴル伯オリヴィエ（ジャン1世とマルグリットの息子）と結婚させたことに反発、妹ブランシュをアルマニャック伯ベルナール7世の息子ジャンに嫁がせた。オリヴィエの実家パンティエーヴル家はかつて継承戦争で父と敵対した過去があり、無怖公がブルターニュへ介入すると警戒したジャン5世は以後オルレアン派へ接近していく。
1410年にベリー公ジャン1世の主導で結成されたジアン同盟に加わり、オルレアン公シャルル、アルマニャック伯を頭にブルボン公ジャン1世・クレルモン伯シャルル父子と妹マリーの夫アランソン伯（後にアランソン公）ジャン1世も参加しアルマニャック派が結成された。ジャン5世は積極的に戦闘を行わなかったが、弟のリッシュモンはアルマニャック派の部将としてブルゴーニュ派と戦った。
1415年8月、イングランド王ヘンリー5世が北フランスに上陸、アルマニャック派がイングランド軍を倒そうとして10月25日のアジャンクールの戦いで大敗した。ジャン5世は8000人の援軍を連れて戦場へ向かおうとしたが間に合わず、義弟は戦死して弟がオルレアン公とブルボン公共々イングランドに捕らえられる事態となった。イングランドに住んでいた母もこの頃にはヘンリー5世に冷遇され、身内を2人も人質に取られたジャン5世は外交上迂闊な行動が取れなかった。以後彼はイングランドとフランスの間を行ったり来たりすることを繰り返していく。

### 外交で右往左往
1417年にイングランド軍が本格的にフランスの征服に取り掛かると、領土侵略を恐れたジャン5世は11月にヘンリー5世と休戦協定を結び、リッシュモンの釈放を求めたが却下された。しかし一方でフランスとも繋がりを保ち、1418年9月に無怖公とアルマニャック派の仲介に奔走したが失敗した。それでも両者は交渉を重ね歩み寄りが見られたが、翌1419年に無怖公は暗殺されることになり、後を継いだ無怖公の息子フィリップ3世（善良公）はイングランドと結び平和は遠のいた。
1420年2月12日、ジャン5世の身に危機が迫る。パンティエーヴル伯と母マルグリットに和解の為の狩猟と称して呼び出されたジャン5世は末弟リシャールと共にパンティエーヴル領のシャントソー城に幽閉されたのである。そのことを知ったリッシュモンは「犯された悪事を正さんが為」とヘンリー5世に放免を願い出るが叶わなかった。
妻ジャンヌは夫の解放に動き、弟である王太子シャルル（後のシャルル7世）に手紙を書き、2人の子供を連れてブルターニュ議会に乗り込んだ。そこでの彼女の訴えに貴族たちが感動し、ジャン5世の救出を誓った。その際、満場一致でリッシュモンが頭目に指名され、ブルターニュ尚璽官ジャン・ド・マレストロワを長とする特命全権使節団がヘンリー5世と接触、ブルトン軍を指揮して国の正義を回復するため、リッシュモンを貸してもらえるように請願がなされた。請願は拒否されリッシュモンは捕虜のままだったが、マルグリットはシャントソーで武装した数千のブルトン人に包囲され降伏、7月にジャン5世を釈放した。
同月、リッシュモンも捕虜身分のままながら解放を許可され、ブルターニュへ帰還して釈放されたばかりのジャン5世と再会した。その後リッシュモンはまたイングランドで虜囚として過ごすが、ジャン5世は1421年にフランスと同盟を締結、関係強化のため王太子がリシャールにエタンプ伯領を与え、甥のアランソン公ジャン2世とオルレアン公の娘ジャンヌとの政略結婚も結ばれた。これに対するイングランドの抗議を無視したが、フランスからも信用されず翌1422年にラ・ロシェルを占領される羽目になった。
同年にヘンリー5世が死去、即位したヘンリー6世の摂政ベッドフォード公ジョンからの交渉を受けると、翌1423年にイングランドへ寝返った。しかし、今度はフランス側からシャルル7世の姑ヨランド・ダラゴンがジャン5世に接触、善良公も交えた会議で1424年、三者で休戦協定が結ばれた。ヨランドは更にブルターニュとの関係を深めたいため、同年にイングランドから脱走したリッシュモンを大元帥に推薦、ジャン5世も後押しした結果、1425年3月にリッシュモンは大元帥に就任、ジャン5世も10月にシャルル7世と同盟を結びブルターニュはフランスへ復帰した。ところが、1426年にサン・ジャム・ド・ブーヴロン包囲に失敗、イングランド軍が報復に出てブルターニュを侵略すると、またもやイングランドへ鞍替えした。リッシュモンも1427年にシャルル7世の寵臣ジョルジュ・ド・ラ・トレモイユとの政争に敗れ宮廷から追放、フランスとブルターニュの関係は途切れた。

### ジルの所領を巡る争い
1431年になり、再びヨランドがジャン5世をフランス側へ戻すべく交渉を開始した。この交渉に携わったのはヨランドの老臣ジャン・ド・クランと孫のジル・ド・レで、ブルターニュとフランスは2月に和平を結び、8月にジャン5世の長男フランソワとヨランドの同名の娘ヨランドが結婚、翌1432年にブルターニュとフランスとの間で同盟が結ばれ、ジャン5世はフランスとの協力姿勢に戻った。1433年に宮廷に復帰したリッシュモンがヨランドと協力してクーデターを敢行しラ・トレモイユを追放、宮廷の主導権を握ったため、以後フランスはブルゴーニュとも和睦、対イングランド戦略で領土回復に邁進していった。
その頃、ジルはアンジューとブルターニュに跨る広い領土を持っていたが、膨大な浪費でそれらを借金の帳消しに売り払っていた。乱脈を憂いたジルの弟ルネとアンドレ・ド・ラヴァルらジルの実家のラヴァル家一族は1435年にシャルル7世に頼んでジルを禁治産者に指定、彼が所領を売買出来ないように取り計らった。だが、ジャン5世はブルターニュにあるジルの領土を欲しがっていたため、構わずジルと売買交渉、1435年と1437年に土地を購入した。ラヴァル家は憤慨してジルの領土を攻撃し始め、アンジュー公ルネ・ダンジューも介入して来るにおよんで、不安に駆られたジャン5世はジルを懐柔すると共に、調停に乗り出したリッシュモンの仲介を受け入れ1438年に紛争は収まった。
しかし、1440年5月にジルが教会で暴行事件を起こすと、家臣ジャン・ド・マレストロワを派遣してジルを捕らえ9月に裁判にかけ、10月に異端の罪で処刑した。裁判ではブルターニュの官僚が取り仕切り、ジルが犯したとされる少年誘拐および大量殺人はほとんど誇張・捏造の疑いが見られ、ジャン5世が裁判後にブルターニュ領内にあるジルの所領を没収していることから裁判の正当性に疑問が持たれている。また、事前にリッシュモンを呼び出してシャルル7世の干渉が無いか確かめ、協力のお礼に彼へジルから譲られた土地の一部を提供している。
ジャン5世は父と異なり温厚な平和的な性格で、ブルターニュ継承戦争を完全に終結させることに成功した。ジャン5世は常備軍とブルターニュにおける税制により、ブルターニュ公としての権威を保った。芸術と教会の後援者でもあり、いくつかの聖堂の建造を支援した。
ジャン5世は常に弟リッシュモンの有力な支援者であった。リッシュモンがイングランドの捕虜となると（結果的には解放されなかったものの）身代金を用意し、後にフランス元帥となったリッシュモンの常備軍の要であるブルトン兵を提供した。結果的にそれがフランス王シャルル7世の常備軍の基礎となり、フランス王権の強化の遠因となる。また、親仏反英の姿勢を貫いたリッシュモンの影響を受け、一貫してフランスに好意的中立を保ち、後にフランス陣営に参加する。しかし、ブルターニュの半独立の姿勢を貫くことでは兄弟一貫していたため、ブルターニュ公領外の封建領についてはフランス王に単純臣従を行ったが、ブルターニュ公位については名目的臣従の姿勢をとった。
1442年、52歳で死去。リッシュモンの後見の下にブルターニュ公位及びモンフォール伯位は嫡男のフランソワ1世が継ぎ、1450年にフランソワ1世が後継者なく死亡すると次男のピエール2世が継いだ。しかし、1457年にピエール2世も息子が無く死亡するとリッシュモンがブルターニュ公アルテュール3世となったが、1458年にやはり後継者が無いまま死去、最終的に甥で末弟リシャールの遺児フランソワ2世がブルターニュ公位を継いだ。

## 子女
ジャンヌとの間に7子をもうけた。
- アンヌ（1409年 - 1415年）
- イザベル（1411年 - 1442年） - ラヴァル伯ギー14世・ド・ラヴァルの妻
- マルグリット（1412年 - 1421年）
- フランソワ1世（1414年 - 1450年）
- カトリーヌ（1416年 - 1421年）
- ピエール2世（1418年 - 1457年）
- ジル（1420年 - 1450年） - シャントセ領主